# Парк Мањеж
Парк Мањеж (од фр.  — „коњичка школа”) је јавни градски парк у Београду. Један је од најстаријих паркова на подручју града Београда.

## Локација
Парк се налази у општини Савски венац у центру Београда. Оивичен је Немањином улицом на југу, Ресавском улицом на западу, улицом краља Милана на северу и улицом Светозара Марковића са источне стране. У непосредној близини парка налази се Југословенско драмско позориште, Министарство просвете, науке и технолошког развоја Републике Србије и Музеј града Београда. Поред великог броја дрвореда, културних споменика и биста, у непосредној близини парка налази се велики број ресторана и кафића, дечије игралиште и велики број стаза и клупа.

## Историја
План општег уређења града Београда из 1923. године предвиђа стварање парка на локацији Краљевске коњичке гарде, која је у то време била стационирана на простору данашњег парка, где су се налазиле штале и касарне. Парку је дато име Мањеж, од фр. manège, што на француском значи коњичка школа. Краљевска коњичка гарда користила је ову локацију све до 1931. године када је започела изградња парка, који је завршен 1933. године. Дизајнер је био Александар Крстић, пионир модерне пејзажне архитектуре. Парк је један од неколико зелених површина унутар града, изграђен између светских ратова у класичном стилу. Првобитно се звао "Његово Величанство, по Петру II Карађорђевићу. Између два светска рата, планирано је да читав овај простор представља културни центар, а да се у њему изграде оперска кућа, музичка академија и конзерваторијум. Иако план није спроведен, на подручју данашњег парка изграђено је Југословенско драмско позориште,Факултет музичке уметности, а 1968. године отворен је Студентски културни центар, бивши Дом официра.

## Карактеристике парка
Парк има правилан правоугаони облик. Са два дијагонална стазишта, парк такође функционише као значајан коридор пешачког саобраћаја. Парк има површину од 26.457 м2 и укупно 253 стабала различите виталности. У њему су смештене неколико важних скулптура, како комеморативних тако и декоративних.
Када су Србија и Пољска потписале културну сарадњу између Министарства културе и информисања Републике Србије и пољског Министарства културе и националне баштине у 2010. години, откривена је биста Фредерика Шопена, пољско-француског композитора и пијанисте, у знак обележавања 200. годишњице рођења, обележене широм света те године. У парку се још налази и статуа познатог мађарског пијанисте и композитора Франца Листа, споменик Јосифу Маринковићу, познатом српском композитору и хоровођи, скулптура коју је изградио Ристо Стијовић, српском вајар, биста Радована Драговића, новинара и политичара, једног од вођа радничког покрета и једног од оснивача Српске социјалдемократске странке, биста Душана Поповића, новинара, публицисте и политичара и једном од вођа радничког покрета и Српске социјалдемократске партије.

### Југословенско драмско позориште
У северном делу парка налази се Југословенско драмско позориште, на некадашњој локацији Краљевске коњице. Грађевина је била проста двоспратна зграда са издуженом базом која је постала дом ансамбла Народног позоришта у Београду, јер је главна зграда оштећена током Првог светског рата. Стара зграда, популарно позната под називом "Дрвени маневри", послужила је као позориште за кратко време, а 1927. зграда је спаљена. Изградња нове зграде почела је исте године. Након плана који је дизајнирао истакнути руски архитекта Николај Краснов, нову зграду финансирале су средства акционара. Академски конципирана, главну фасаду оживела је серија декоративних архитектонских елемената и алегоријских скулптура аутора Војислава Ратимировића Шикопарије, београдског вајара. Последња привремена зграда Скупштине била је од 1931. до 1936. Од 1929. до 1931. године служила је као позоришна зграда, када је унутрашњост зграде измењена због привременог кретања Народне скупштине. Прилагођавање зграде у позоришта Мањеж завршено је 1947. године, пројектовао га је Момчило Н. Белобрк. Позориште је поново изгорело 17. октобра 1997. године, због лоших инсталација, и поново је отворено као високо модернизована зграда са, 23. маја 2003. године.

### Кафана Мањеж
Кафана Мањеж налази се у улици Светозара Марковића. Оригинална кафана отворена је 1922. године под именом Код тетка Јеле. Године 1936. кафана је променила име после новоизграђеног парка. Деценијама се традиционална српска кафана сматрала за веома истакнуто место, посећено уметницима, политичарима, официрима и странцима. Виолиниста Стефан Миленковић назвао је Мањеж "истинском српском кафаном и душом града", а глумац Раде Шербеџија га је назвао "огледало старог, лепог Београда, оног кога бих желио да се сетим". Ипак, кафана је модернизована 2007. године, а међународна кухиња је додата у мени, чак је била затворена 2013. године и оживљена је као савремени ресторан и хотел "Мањеж Ексклузив".

## Галерија
- Шеталиште у парку
- Биста Кости Абрашевићу
- Биста Радовану Драговићу
- Биста Душану Поповићу
- Биста Јосифу Маринковићу
- Биста Францу Листу
- Спомен-биста Фредерика Шопена
- Скулптура у парку коју је изградио Ристо Стијовић
- План позоришта Мањеж, 1924. године